# ショレ
ショレ (Cholet) はフランス、ペイ・ド・ラ・ロワール地域圏、メーヌ＝エ＝ロワール県のコミューン。
モージュ地方第一のコミューンであり、かつてのアンジュー州南西部にある。かつてブルターニュの一部であったロワール＝アトランティック県や、ポワトゥーの一部であったドゥー＝セーヴル県やヴァンデ県とも接している。地元の建築物や文化遺産はこの地理的な条件から強い影響を受けている。
今日のショレは、アンジューの他の部分とともに隣接するヴァンデにより大きく物理的に類似しており、ロワール川流域でみられる石造りの建物が見られない。しかし、これはヴァンデ戦争の間カトリック王党軍がショレを占領し本拠地としたためで、混乱の時代にはショレはヴァンデの一部であったが、地元の人々はショレがヴァンデから10kmほど離れているという地理的な位置に固執している（すなわちショレはヴァンデではないとする）。

## 地理
県南西端に位置する。直線距離でナントの南東53.4km、アンジェの南西51.6kmにある。

## 由来
11世紀、ショレの名は様々なラテン語のつづりで見つけられる。Cauletum、Calletum castrumである。そこから、2つの語源説が提案されているが、はっきり確定はされていない。
- 伝統的な説では、Caulis（chou、キャベツ）に由来するとする。この地域では、複数のコミューン名においてcholetが共通してキャベツ栽培の意で用いられているからである（CaulièresやCaulleryなど）。
- もうひとつの説は Calletum castrum という綴りにおけるガリア語のラテン語化である calla（岩）に依拠する。これはケルト以前の語根 kal に由来し、同じ由来のものとしてChalonnesがあげられる。そうすると、ショレは『岩の地盤の上の城』となる。

第三の説では、ショレは森を意味するゲール語の koilte、アルモリカでは coelte からきているとする。ローマ人は coelte の最後の e の位置を移して Coletum（シュミエの特許状台帳において1030年から1080年）とし、さらに Choletum（サン・セルジュの特許状台帳において1052年から1094年、およびシュミエの特許状台帳において1082年から1100年において）、Choleth （1100年-1120年）、Choleit （1125年-1134年）となって最終的に現在の Cholet に落ち着いた。1052年と1082年のシュミエの特許状台帳においても、現代風の綴で記されているものが見出される。

## 歴史
11世紀初頭、アンジュー伯フルク・ネラはモージュ全体を手中におさめた。要塞が建設され、アンジュー伯に忠実な臣下に授けられた。1075年、アムラン・ド・ショレが要塞を授けられ、その後息子のジャンに継承された。1092年頃にはラノー、そして息子マチューに引き継がれた。1150年代にマチューの息子アンドレが継承し、その後1169年頃にラウール・ド・ショレが継承した。
ショレ家は13世紀頃断絶した。ギヨーム・ド・ショレはラ・ポソニエール領主の娘と結婚し、この家系が1世紀の間ショレを支配した。城が再建された。14世紀初頭、封土は一族の主君であるシュミエ領主に回収された。その後、娘の嫁ぎ先であるモンタレ家に継承され、その後再び婚姻によってモンジャン家のものとなった。
1343年、フィリップ6世の命令によって、塩が国家の専売品となった。彼は塩に課税し、塩税所を設置した。アンジューは高等塩税所が置かれた諸国の1つであり、16か所の巡回塩税裁判所および塩蔵が置かれ、ショレはそのうちの1つであった。ジャン・ド・モンジャンは、ショレの土地をアングレーム伯ジャンから遠ざけることにした。1463年、アントワネット・ド・メニュレ（ブルターニュ公フランソワ2世の愛妾）にショレを再度売却したのである。
数人の領主が町の歴史を彩っている。ショレ侯爵ルネ・バルジョ、ルネ・フランソワ・ド・ブロン、ボーヴォー侯爵、ショレ侯爵ガブリエル・フランソワ・ド・ルジェ。ガブリエル・フランソワの栄誉を称え、町の中心にルジェ広場がつくられた。
アンシャン・レジーム体制下では、繊維産業が町の発展を引き起こした。ヴァンデ戦争の時代、ショレは恐ろしいまでの破壊行為を経験した。特に1793年10月17日に起きたショレの戦いである。この戦いを記念するモニュメントが、空港近くに建てられている。

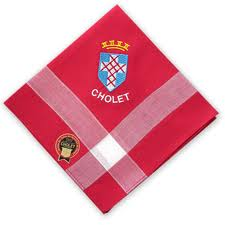
ショレの赤いハンカチ

ショレの繊維産業は、特に赤いハンカチで有名で、ハンカチの首都という名称を得るほどであった。作曲家テオドール・ボトレルは、このことに触発されLe mouchoir rouge de Cholet（ショレの赤いハンカチ）というシャンソンを作曲している。ハンカチの物語はヴァンデ戦争にさかのぼる。実際、1793年10月17日、ショレの大きな戦いには、ヴァンデ軍のデルベ、シャルル・ド・ボンシャン、ロシュジャクラン、ストフレが、共和国軍にはボーピュイ、マルソー、クレベールとマインツ軍がいた。ロシュジャクランは帽子をかぶり、部下に戦闘中でも認識できるよう、彼の胸と彼のわきには3枚のショレで作られた白いハンカチが差し込まれていた。共和国側の弾丸は確かにハンカチを標的に定めた。傷口を止血するためにこのハンカチのいずれかが使われたが、それは彼の血で赤く染まった。赤い生地に白いストライプが入ったショレの伝統的なハンカチを確立したのは、地元の実業家レオン・マレである。
19世紀を通じて、紡績工場、繊維工場、洗濯業が町の景観の特徴であった。いくつかの商人や繊維産業家の有力家系の周辺では、地下に設けられた工場で何千人もの織工が作業をしていた。19世紀終わりから、ショレテ地方の繊維産業の機械化が始まり、最初に靴産業に導入され、織工の失業が目立つようになった。繊維産業は1950年代以降徐々に衰退していった。ミシュランに代表されるように、他の産業に転換された。都市への変換が小さな田舎の町を小郡庁所在地に変え、主要な商業中心地に変わり、産業が多様化し、地域圏内におけるナント・サン・ナゼール人口集塊に次ぐ第2の労働人口を抱えるまでになった。しかし、町はサービス業を欠いていた。飛び地のようになっていることも不利な条件だったが、オートルート87の開通の結果、こうした傾向は減少した。1973年、隣接するコミューン、ドゥー＝セーヴル県のピュイ・サン・ボネと合併した。ドゥー＝セーヴル県との県境がこのときに変更されている。

## 人口統計
| 1962年 | 1968年 | 1975年 | 1982年 | 1990年 | 1999年 | 2008年 | 2013年 |
| ------ | ------ | ------ | ------ | ------ | ------ | ------ | ------ |
| 36565  | 41766  | 52976  | 55524  | 55132  | 54204  | 54118  | 53890  |

参照元:1962年から1999年まで人口の2倍カウントなし。1999年までEHESS/Cassini、2004年以降INSEE

## 史跡

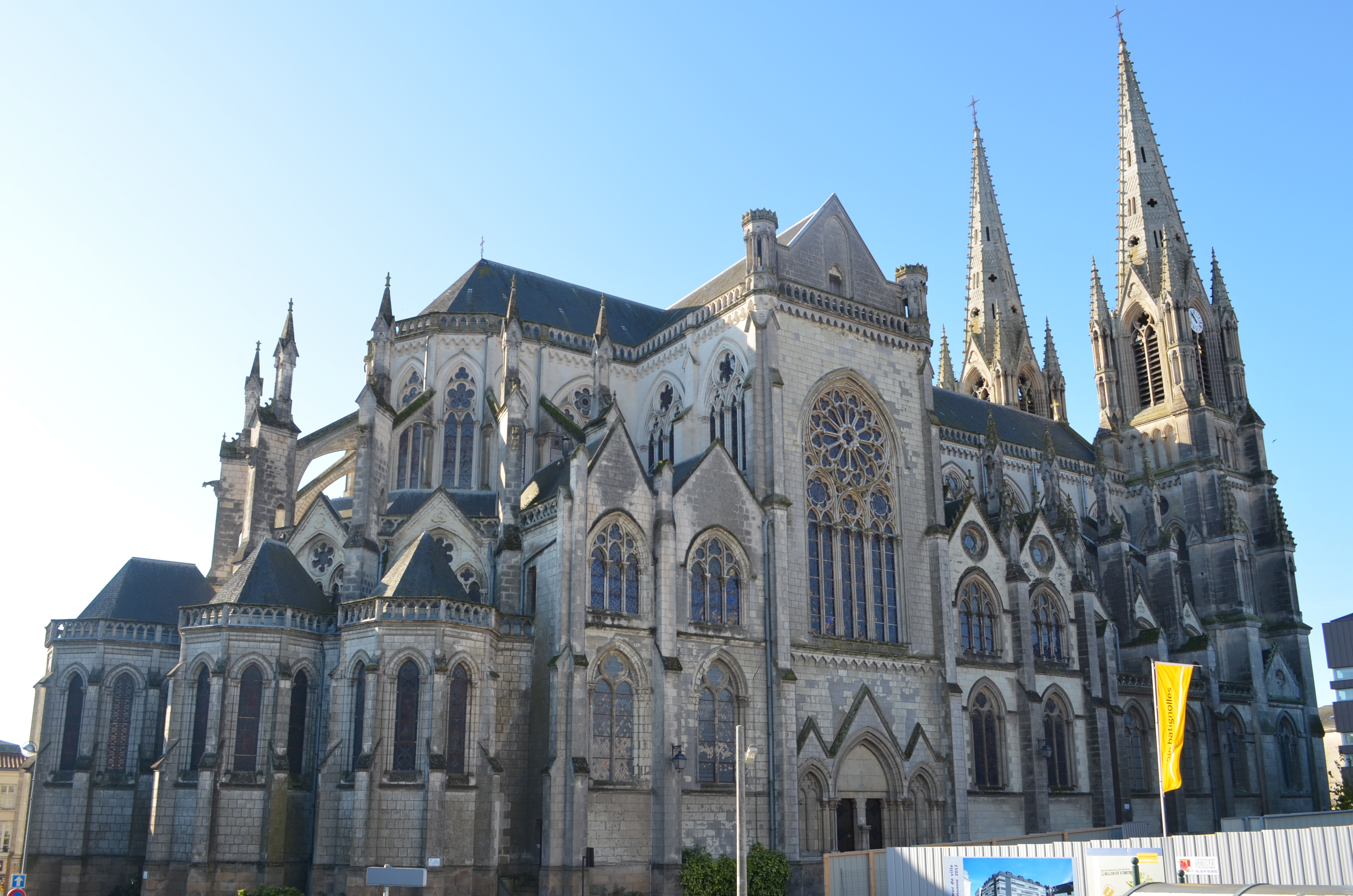
ノートルダム教会
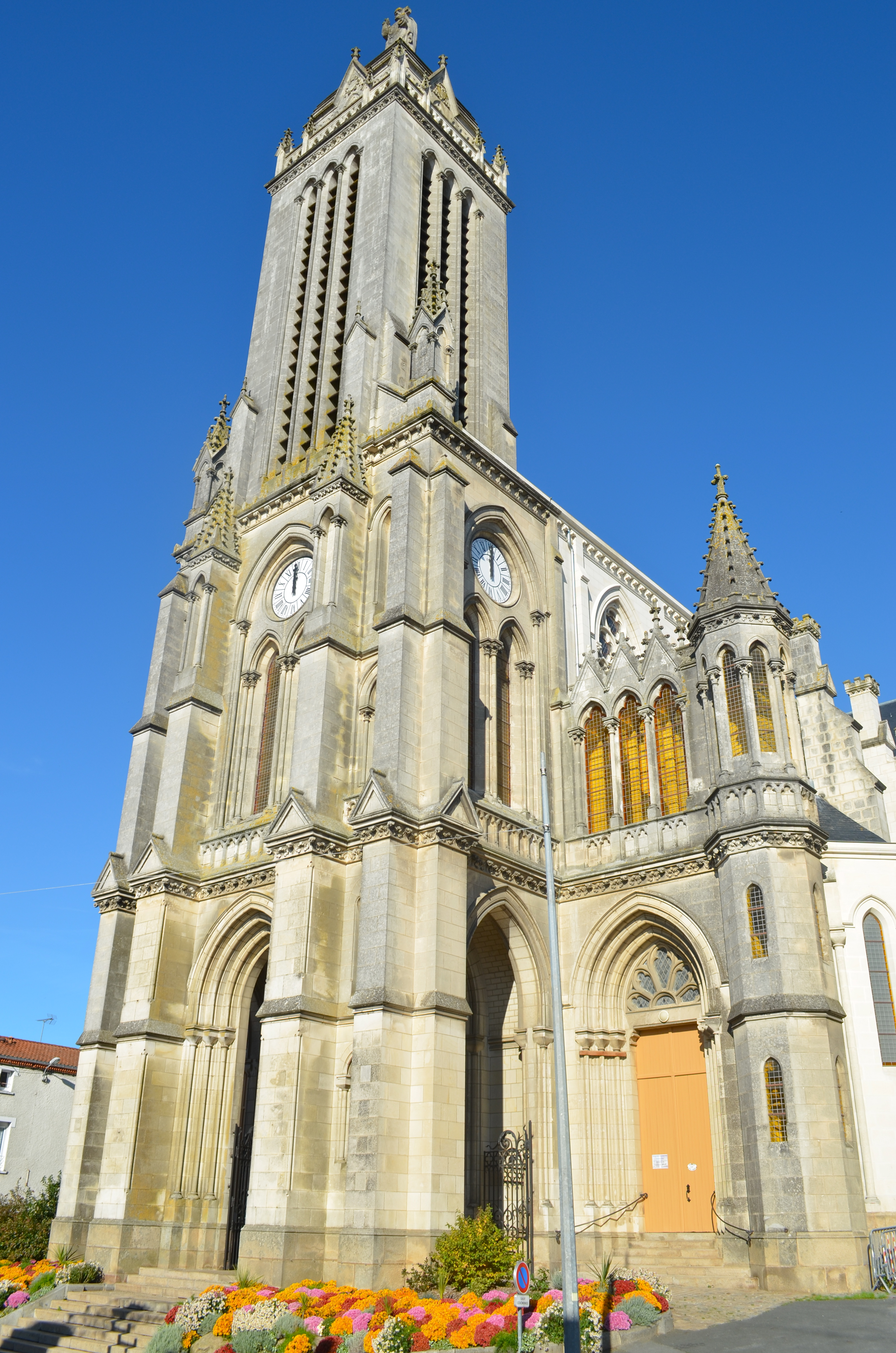
サン・ピエール教会
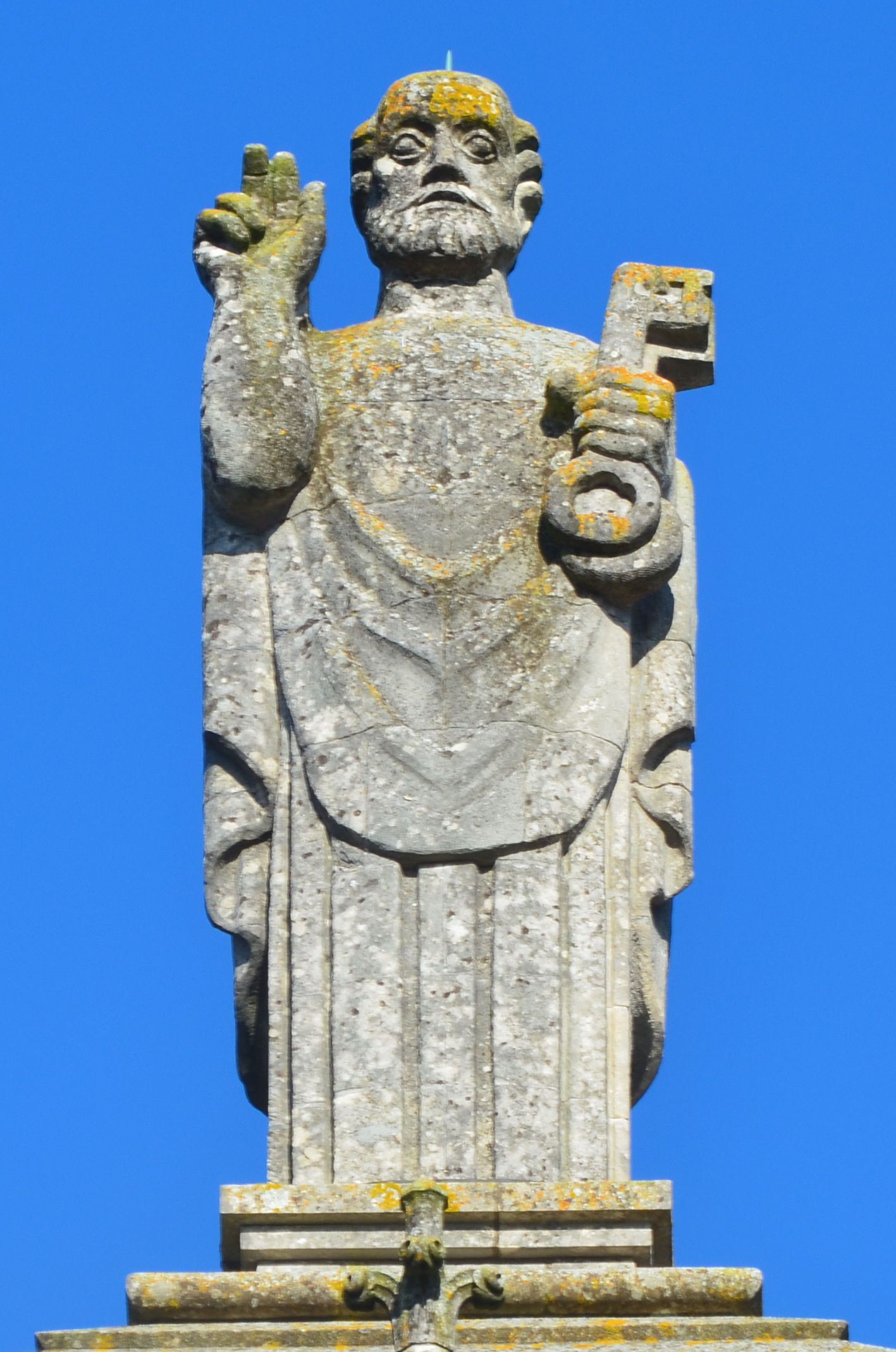
サン・ピエール像 教会の最高部
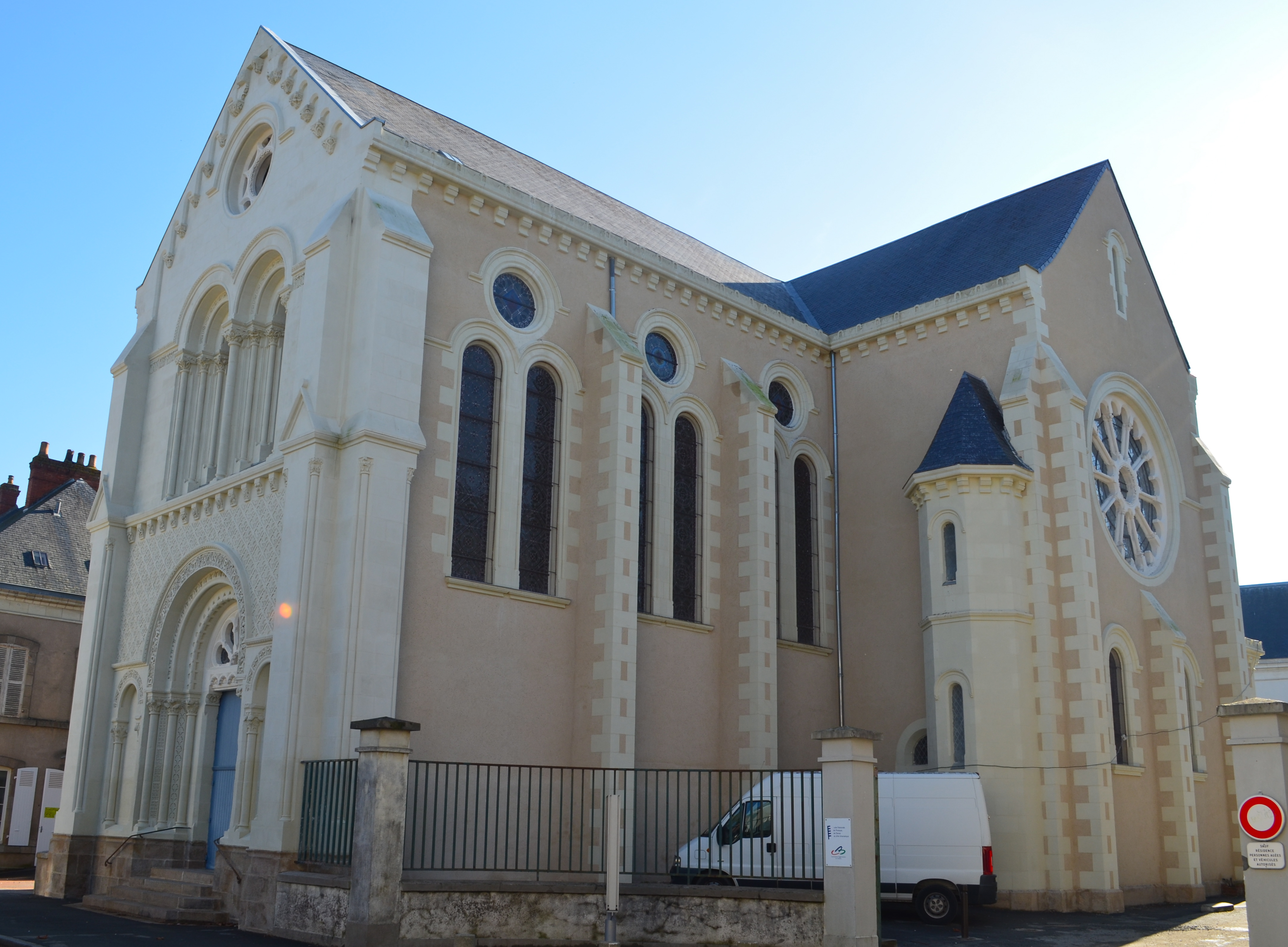
サン・ルイ礼拝堂
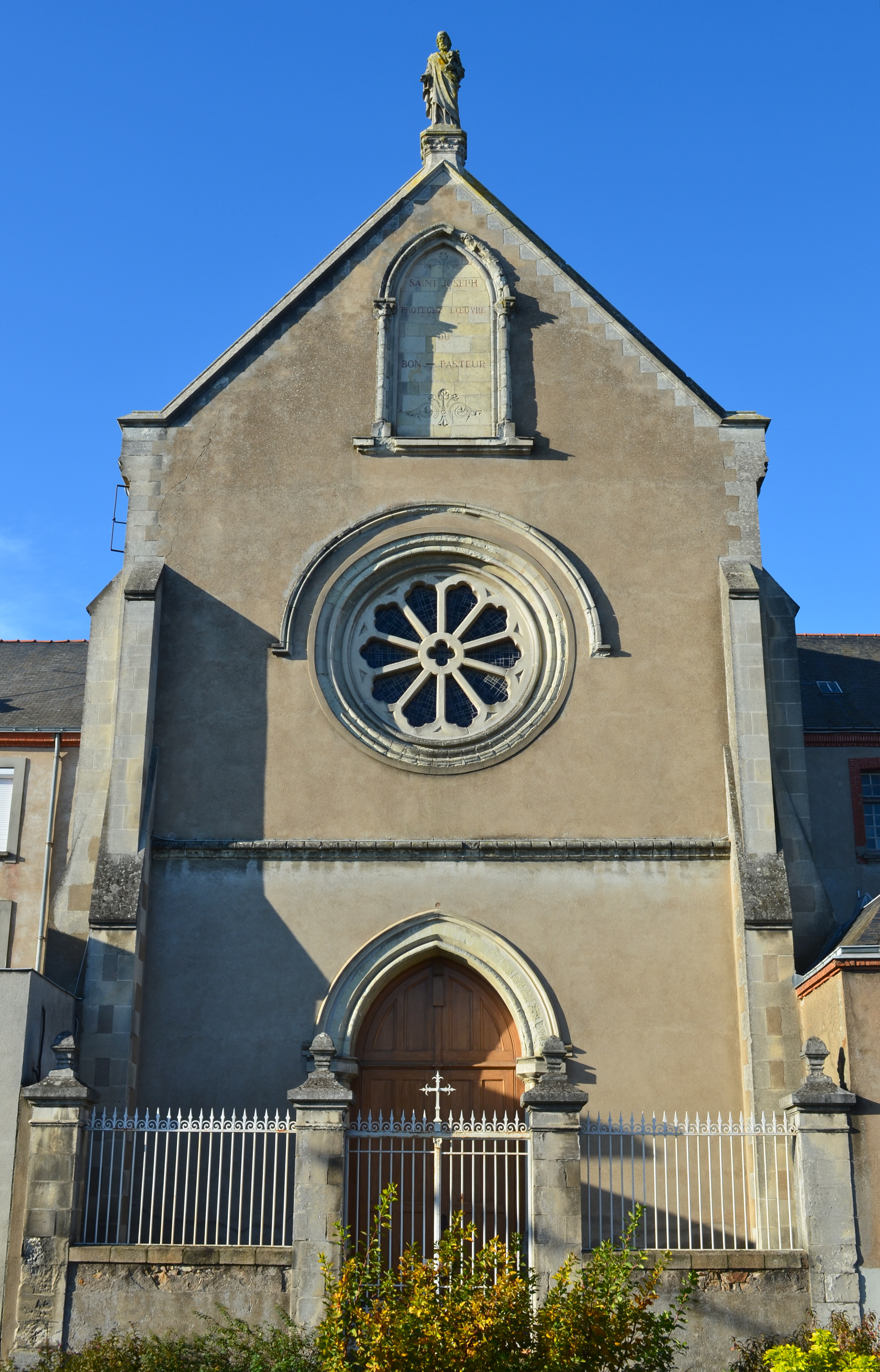
ボン・パストゥール礼拝堂
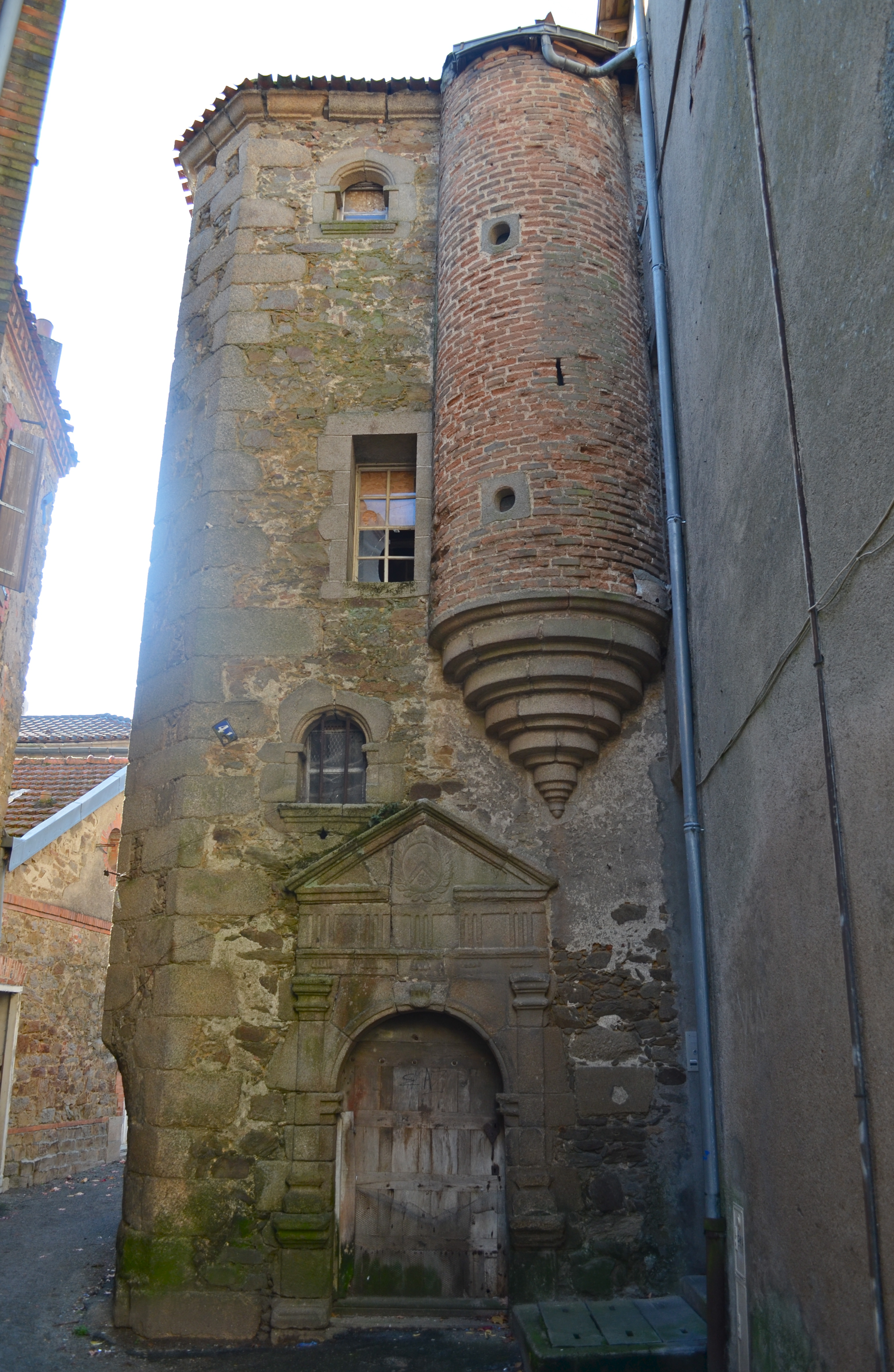
塩税所の塔
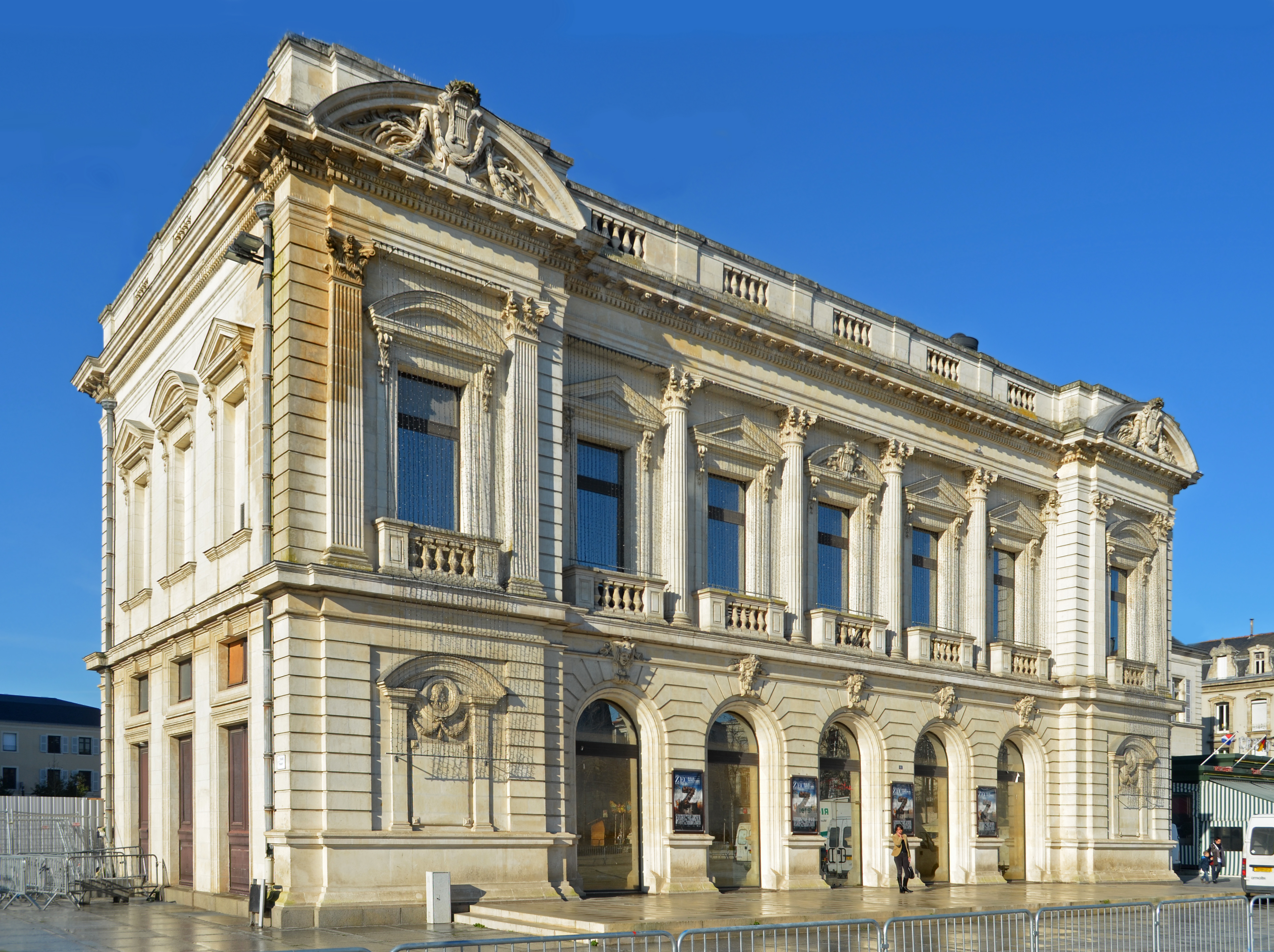
旧市立劇場
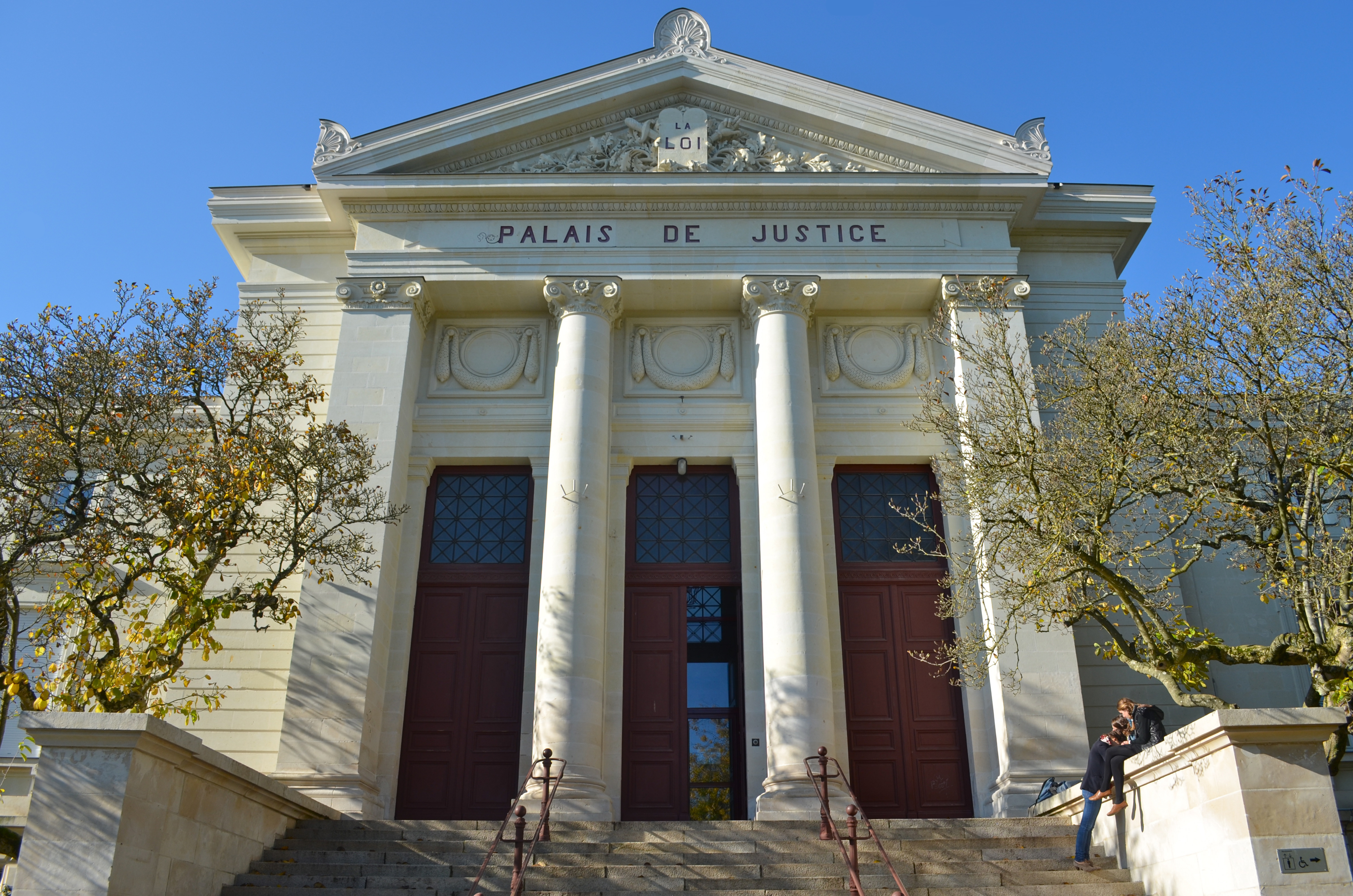
裁判所
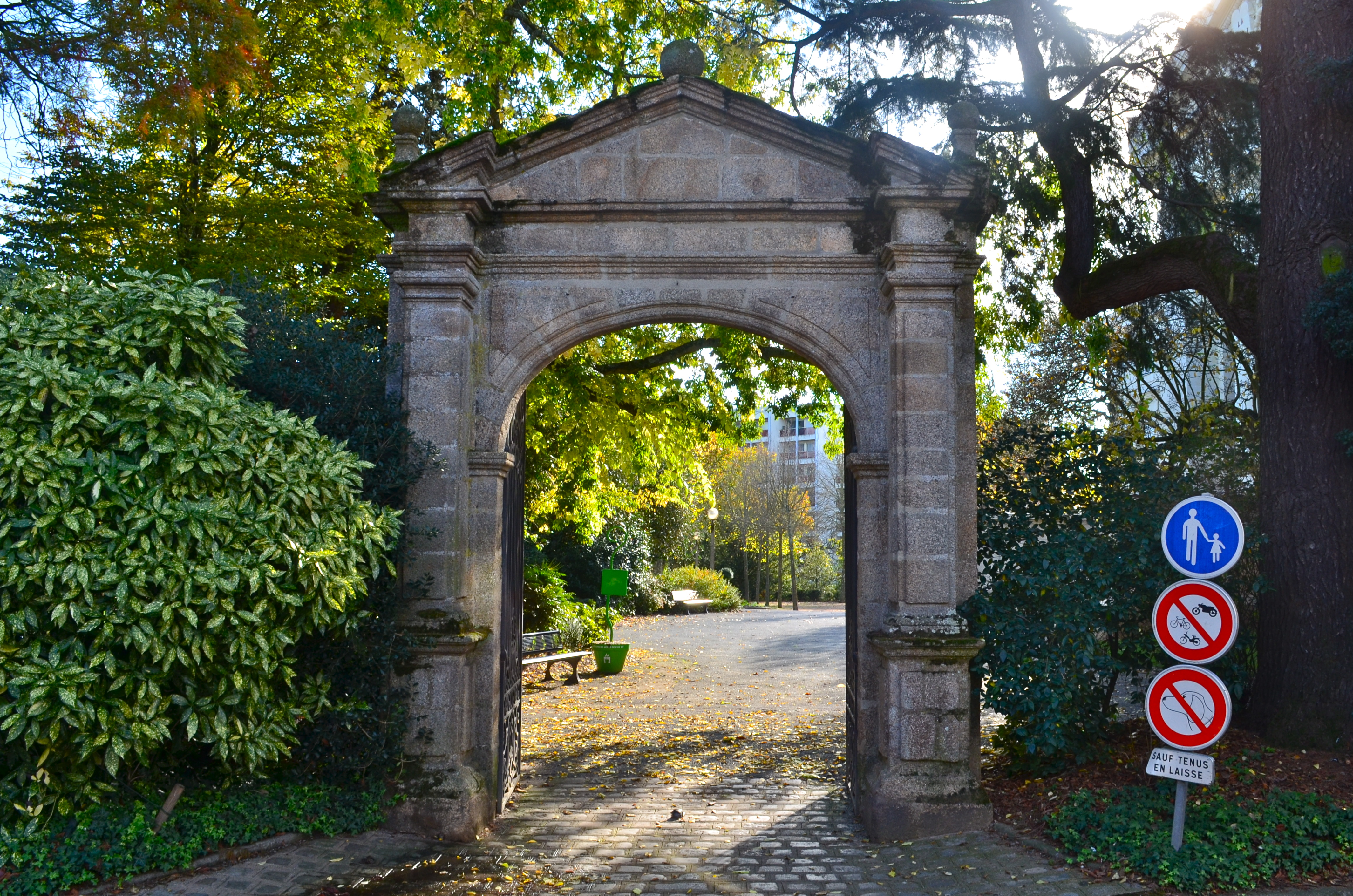
マイル庭園の入り口
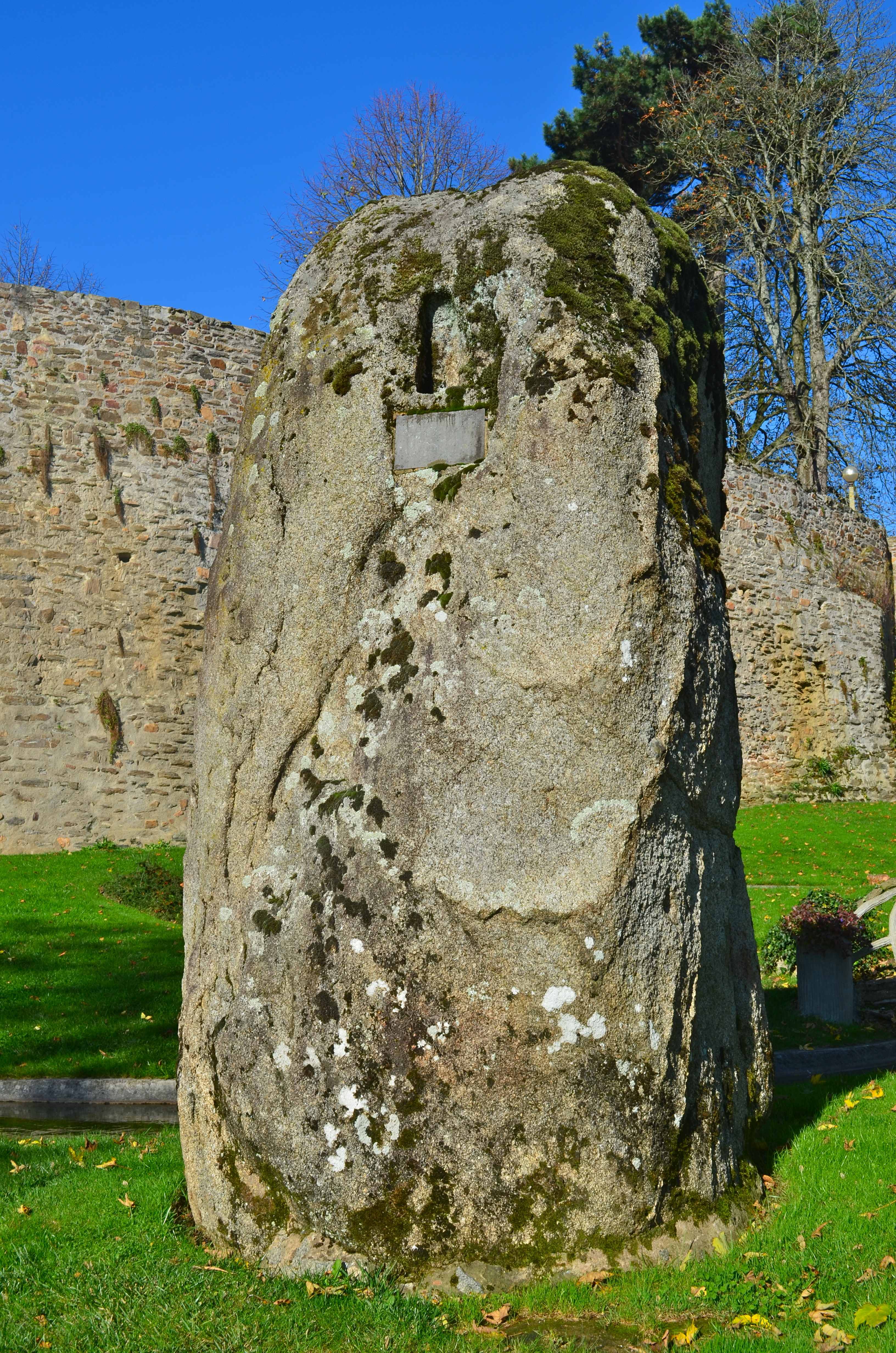
メンヒル

## 出身者
- シモン・ポプラン
- ステファン・トレノー

## 姉妹都市
- オルデンブルク、ドイツ
- デニア、スペイン
- ソリフル、イギリス

### 参照
1. ↑  (Léon Pissot 1981, p. 8).
2. 1 2 3  (Célestin Port 1965, p. 749).

1. ↑  À l'origine, le mouchoir typique de Cholet est blanc avec des rayures bleues.
2. ↑  En 2012, le seul métier à tisser fonctionnant à Cholet est au musée du textile.